# Adrien Carpentiers

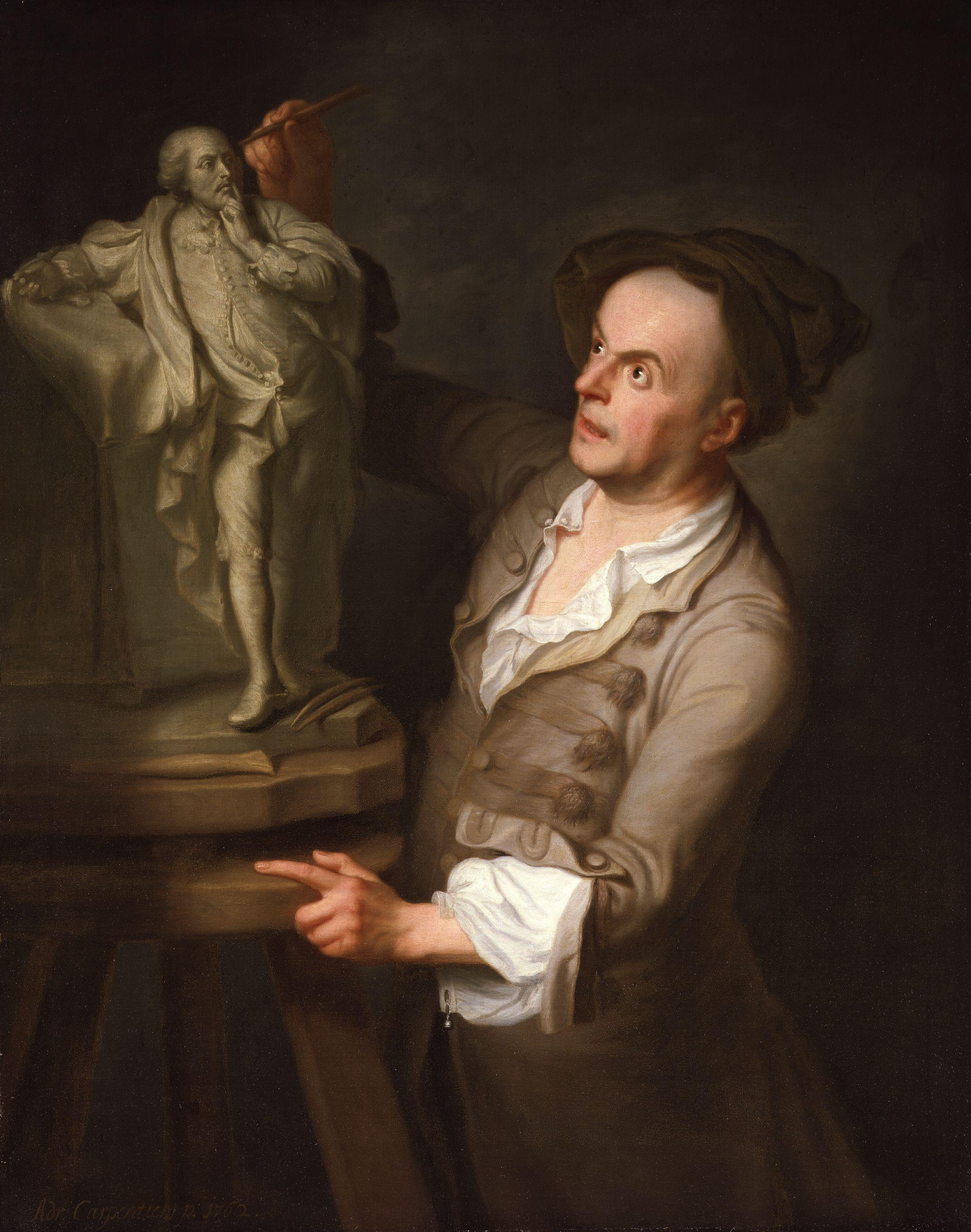
Porträtt av Louis-François Roubiliac, utfört av Adrien Carpentiers, 1762.

Adrien Carpentiers, även känd som Carpentière eller Charpentière född 1713 i Schweiz[källa behövs], död 1778 i London, var en brittisk porträtt- och landskapsmålare.
Carpentiers ursprung är okänt men man gissar på ett flandriskt eller schweiziskt ursprung. Han var verksam som konstnär i London från 1739. Det är inte troligt att Carpentiers besökte Sverige men han har målat ett porträtt av den påvlige kammarherren och senatorn i Rom greve Nils Bielke 1757. 